# 伊利湖戰役
伊利湖戰役是1812年戰爭中的一場水上戰役，於1813年9月10日在俄亥俄附近的伊利湖爆發。九艘美國海軍軍艦(5艘双桅纵帆船，3艘双桅横帆船，1艘单桅帆船）決定性地擊敗了英國六艘軍艦（2艘全帆装船，1艘双桅横帆船，2艘双桅纵帆船，1艘单桅帆船）。這場戰役奠定了美國在伊利湖的控制權，讓美國人收復了底特律和贏取泰晤士戰爭，並擊敗了特庫姆塞的印第安聯邦。